# Tokām
Tokām (persiska: تکام) är en ort i Iran.   Den ligger i provinsen Gilan, i den nordvästra delen av landet, 180 km nordväst om huvudstaden Teheran. Tokām ligger 1 497 meter över havet och antalet invånare är 131.
Terrängen runt Tokām är lite bergig. Runt Tokām är det ganska glesbefolkat, med 47 invånare per kvadratkilometer. Närmaste större samhälle är Mīkāl, 4,0 km norr om Tokām. Trakten runt Tokām består i huvudsak av gräsmarker.